# Lance E. Nichols
Lance E. Nichols (* 13. Juli 1955 in New Orleans, Louisiana) ist ein US-amerikanischer Schauspieler und Filmproduzent.

## Leben
Nichols debütierte 1979 in dem Kurzfilm Victim als Schauspieler. Anfang der 1980er Jahre spielte er in einzelnen Episoden verschiedener US-amerikanischer Fernsehserien mit und etablierte sich dadurch in der Filmindustrie. Von 2010 bis 2013 verkörperte er die Rolle des Larry Williams in insgesamt 29 Episoden der Fernsehserie Treme. Von 2013 bis 2016 stellte er in der erfolgreichen Fernsehserie House of Cards die Rolle des Gene Clancy dar. Seit 2019 verkörpert er die Rolle des Lucien in der Fernsehserie Queen of the South.
Er und seine Frau sind Miteigentümer von Lanzardis Productions, das sich auf die Ausbildung junger Fachkräfte für die Arbeit in der Unterhaltungsindustrie spezialisiert hat. Die beiden produzierten 2017 den Fernsehfilm Shepherd.

## Filmografie (Auswahl)

### Schauspieler
- 1979: Victim (Kurzfilm)
- 1982: Grey Area (Kurzfilm)
- 1983: Gimme a Break! (Fernsehserie, Episode 2x17)
- 1985: Twilight Zone (The Twilight Zone, Fernsehserie, Episode 1x09)
- 1986: Unglaubliche Geschichten (Amazing Stories, Fernsehserie, Episode 2x05)
- 1987: Cheers (Fernsehserie, Episode 5x13)
- 1987: Projekt X
- 1987: Cold Steel
- 1988: L.A. Law – Staranwälte, Tricks, Prozesse (L.A. Law, Fernsehserie, Episode 2x17)
- 1989: Schmutziges Spiel (Full Exposure: The Sex Tapes Scandal, Fernsehfilm)
- 1989: Der Hogan-Clan (The Hogan Family, Fernsehserie, Episode 4x19)
- 1990: Atemloser Sommer (Side Out)
- 1990: Spacecop L.A. (Fernsehserie, Episode 1x19)
- 1990: Mord ist ihr Hobby (Murder, She Wrote, Fernsehserie, Episode 7x01)
- 1990: Das große Erdbeben in L.A. (The Big One: The Great Los Angeles Earthquake, Fernsehfilm)
- 1990: Chicago Soul (Fernsehserie, Episode 1x09)
- 1991: Convicts
- 1992: Matlock (Fernsehserie, 2 Episoden)
- 1992–1994: Renegade – Gnadenlose Jagd (Renegade, Fernsehserie, 2 Episoden, verschiedene Rollen)
- 1993: Böses Blut (Tainted Blood)
- 1994: Töchter der Rache (Accidental Meeting, Fernsehfilm)
- 1994: Ein Strauß Töchter (Sisters, Fernsehserie, Episode 5x09)
- 1995: Blutschwestern (As Good as Dead)
- 1995: Das Profil der Bestie (Serial Killer)
- 1995: Martin (Fernsehserie, Episode 4x09)
- 1995: Der Prinz von Bel-Air (The Fresh Prince of Bel-Air, Fernsehserie, Episode 6x10)
- 1995: Eine starke Familie (Step by Step, Fernsehserie, Episode 5x11)
- 1996: Picket Fences – Tatort Gartenzaun (Picket Fences, Fernsehserie, Episode 4x16)
- 1996: Hinterm Mond gleich links (3rd Rock from the Sun, Fernsehserie, Episode 1x17)
- 1996: Fast perfekt (Minor Adjustments, Fernsehserie, Episode 1x20)
- 1996: Diagnose: Mord (Diagnosis Murder, Fernsehserie, 2 Episoden)
- 1996: NewsRadio (Fernsehserie, Episode 3x07)
- 1997: Home Invasion (Fernsehfilm)
- 1997: Tracey Takes On... (Fernsehserie, Episode 2x03)
- 1997: Alle lieben Raymond (Everybody Loves Raymond, Fernsehserie, Episode 1x20)
- 1997: Eine himmlische Kupplerin (A Match Made in Heaven, Fernsehfilm)
- 1997: Verrückt nach dir (Mad About You, Fernsehserie, 2 Episoden)
- 1997: Der Hotelboy (The Jamie Foxx Show, Fernsehserie, Episode 2x06)
- 1997: Mister Funky – Die Steve Harvey Show (The Steve Harvey Show, Fernsehserie, Episode 2x09)
- 1997: Smart Guy (Fernsehserie, Episode 2x11)
- 1998: Last Rites – Sakrament für einen Mörder (Last Rites, Fernsehfilm)
- 1998: Spiel auf Zeit (Snake Eyes)
- 1998–2000: New York Cops – NYPD Blue (NYPD Blue, Fernsehserie, 2 Episoden, verschiedene Rollen)
- 1999: Alabama Dreams (Fernsehserie, Episode 2x15)
- 1999: A Vow to Cherish (Fernsehfilm)
- 2000: 100 gute Hundetaten (100 Deeds for Eddie McDowd, Fernsehserie, Episode 1x11)
- 2000: Practice – Die Anwälte (The Practice, Fernsehserie, Episode 4x18)
- 2000: Something to Sing About (Fernsehfilm)
- 2000: X-Factor: Das Unfassbare (Beyond Belief: Fact or Fiction, Fernsehserie, 1 Episode)
- 2000: How to Marry a Billionaire: A Christmas Tale (Fernsehfilm)
- 2001: Highway to Hell – 18 Räder aus Stahl (18 Wheels of Justice, Fernsehserie, Episode 2x20)
- 2001: K-PAX – Alles ist möglich (K-PAX)
- 2001: Cousin of Sleep (Kurzfilm)
- 2001: Dämonisch (Frailty)
- 2001: Drew Carey Show (Fernsehserie, Episode 7x10)
- 2002: Invisible Man – Der Unsichtbare (The Invisible Man, Fernsehserie, Episode 2x19)
- 2002: Ein Hauch von Himmel (Touched By An Angel, Fernsehserie, Episode 8x13)
- 2002: Feuerteufel – Die Rückkehr (Firestarter 2: Rekindled, Miniserie, 2 Episoden)
- 2002: The Shield – Gesetz der Gewalt (The Shield, Fernsehserie, Episode 1x07)
- 2002: Die Parkers (The Parkers, Fernsehserie, Episode 3x19)
- 2003: Buffy – Im Bann der Dämonen (Buffy the Vampire Slayer, Fernsehserie, Episode 7x20)
- 2003: The West Wing – Im Zentrum der Macht (The West Wing, Fernsehserie, Episode 4x23)
- 2003: Das Urteil – Jeder ist käuflich (Runaway Jury)
- 2004: The Brooke Ellison Story (Fernsehfilm)
- 2005: Oil Storm (Fernsehfilm)
- 2005: Half & Half (Fernsehserie, Episode 4x08)
- 2005: Kleine weiße Wunder (Snow Wonder, Fernsehfilm)
- 2005: Desperate Housewives (Fernsehserie, Episode 2x08)
- 2005: Charmed – Zauberhafte Hexen (Charmed, Fernsehserie, Episode 8x09)
- 2006: In Justice (Fernsehserie, Episode 1x07)
- 2006: Emergency Room – Die Notaufnahme (ER, Fernsehserie, 2 Episoden)
- 2006: The Loop (Fernsehserie, Episode 1x02)
- 2006: Standoff (Fernsehserie, Episode 1x08)
- 2007: Bing Bang Boom! (Kurzfilm)
- 2007: Dance to the Offbeat (Kurzfilm)
- 2007: Girl, Positive (Fernsehfilm)
- 2007: Big Shots (Fernsehserie, Episode 1x01)
- 2007: In the Wake (Kurzfilm)
- 2008: Lauf um dein Leben (Racing for Time)
- 2008: A Good Man Is Hard to Find
- 2008: American Violet
- 2008: Johnny Goner (Kurzfilm)
- 2008: Living Proof (Fernsehfilm)
- 2008: Der seltsame Fall des Benjamin Button (The Curious Case of Benjamin Button)
- 2008: My Angel (Kurzfilm)
- 2009: Felix (Kurzfilm)
- 2009: I Love You Phillip Morris
- 2009: Night of the Demons
- 2009: Bad Lieutenant – Cop ohne Gewissen (The Bad Lieutenant: Port of Call New Orleans)
- 2009: Hurricane Season
- 2009: Pawned (Kurzfilm)
- 2009: Omar Saved from Cheating (Kurzfilm)
- 2010: Unschuldig hinter Gittern (The Wronged Man, Fernsehfilm)
- 2010: Willkommen bei den Rileys (Welcome to the Rileys)
- 2010: Mit Dir an meiner Seite (The Last Song)
- 2010: Das Chamäleon (The Chameleon)
- 2010: The Price of Flowers (Kurzfilm)
- 2010: Mirrors 2
- 2010: Knucklehead – ein bärenstarker Tollpatsch (Knucklehead)
- 2010: The Jack of Spades
- 2010: The Color of Blood (Kurzfilm)
- 2010: Terrebonne (Kurzfilm)
- 2010–2013: Treme (Fernsehserie, 29 Episoden)
- 2011: The Mechanic
- 2011: Where I Begin
- 2011: Der Sezierer – Nicht alle Toten schweigen (The Mortician)
- 2011: Never Back Down 2: The Beatdown
- 2011: Flood Streets
- 2011: Dark Blue
- 2011: Blood Out
- 2011: Green Lantern
- 2011: Swamp Shark – Der Killerhai (Swamp Shark, Fernsehfilm)
- 2011: Memphis Beat (Fernsehserie, Episode 2x03)
- 2011: Brawler
- 2011: Inside Out
- 2011: Creature
- 2011: Jeff, der noch zu Hause lebt (Jeff, Who Lives at Home)
- 2011: October Baby
- 2011: Storm War
- 2011: Snatched
- 2011: Hound Dogs (Fernsehfilm)
- 2012: Contraband
- 2012: Another Dirty Movie
- 2012: Breakout Kings (Fernsehserie, 2 Episoden)
- 2012: Stash House
- 2012: Fish Story: The Curse of Mocatawbi Pond
- 2012: Hell and Mr. Fudge
- 2012: Die Qual der Wahl (The Campaign)
- 2012: How to Get to Candybar (Kurzfilm)
- 2013: Straight A's – Jede Familie hat ein schwarzes Schaf (Straight A's)
- 2013: Beautiful Creatures – Eine unsterbliche Liebe (Beautiful Creatures)
- 2013: Das Haus der Dämonen 2 (The Haunting In Connecticut 2: Ghosts of Georgia)
- 2013: Samuel Bleak
- 2013: Susie's Hope
- 2013: Fractured
- 2013: Red Bean Monday (Kurzfilm)
- 2013: Red (Kurzfilm)
- 2013: American Horror Story – Coven (Fernsehserie, Episode 3x02)
- 2013: Homefront
- 2013: Dyce and Devil (Kurzfilm)
- 2013–2016: House of Cards (Fernsehserie, 2 Episoden)
- 2014: Elsa & Fred
- 2014: 13 Sins
- 2014: Mom’s Night Out
- 2014: The Good Guys (Kurzfilm)
- 2014: American Heist
- 2014: Warte, bis es dunkel wird (The Town That Dreaded Sundown)
- 2014: Left Behind
- 2015: A Sort of Homecoming
- 2015: Navy CIS: New Orleans (NCIS: New Orleans, Fernsehserie, Episode 1x18)
- 2015: The Livingston Gardener
- 2015: June
- 2015: Alles ist möglich (I Am Potential)
- 2015: Fantastic Four
- 2015: Shark Lake
- 2015: Navy Seals vs. Zombies
- 2015: Woodlawn
- 2015: Die Entführung von Bus 657 (Heist)
- 2015–2018: Into the Badlands (Fernsehserie, 4 Episoden)
- 2016: Here Comes Rusty
- 2016: Before I Wake
- 2016: Race to Redemption
- 2016: The Perfect Weapon
- 2016: Arceneaux: Melpomene's Song (Kurzfilm)
- 2016: Believe
- 2017: Black and Blue (Kurzfilm)
- 2017: Camera Obscura
- 2017: County Line
- 2017: Dvrker: Infinity Room (Kurzfilm)
- 2017: Shepherd (Fernsehfilm)
- 2017: Breach (Kurzfilm)
- 2017: Family of Lies (Fernsehfilm)
- 2018: Assassination Nation
- 2018: Black Water
- 2018: The Domestics
- 2018: All Styles
- 2018: Mara
- 2018: The Purge – Die Säuberung (The Purge, Fernsehserie, Episode 1x02)
- 2018: Delta Crossings (Kurzfilm)
- 2018: BFA New Orleans (Fernsehfilm)
- 2019: Bayou Tales
- 2019: The Chosen (Fernsehserie, 2 Episoden)
- 2019: Above Suspicion
- 2019: Christmas on the Range
- 2019: Semper Fi
- 2019: Stella for Star (Kurzfilm)
- 2019–2021: Queen of the South (Fernsehserie, 4 Episoden)
- 2020: Body Cam – Unsichtbares Grauen (Body Cam)
- 2020: First Christmas (Fernsehfilm)
- 2021: Palmer
- 2021: Angles (Kurzfilm)
- 2021: Pearl and Henry (Kurzfilm)
- 2021: Swing
- 2021: Maternally Yours (Fernsehserie)
- 2022: The Contrast
- 2022: Bruh-Bruh
- 2022: Tucker's War
- 2022: Mike (Miniserie, Episode 1x06)
- 2022: Mysterious Circumstance: The Death of Meriwether Lewis
- 2022: Cherish the Day (Fernsehserie, Episode 2x08)
- 2023: American Outlaws
- 2023: Tambou (Kurzfilm)
- 2023: Blinds Wide Open (Kurzfilm)
- 2023: A Touch of Magic (Kurzfilm)
- 2023: Krieg der Bestatter (The Burial)
- 2023: Starbright

- 2024: Caddo Lake

### Produzent
- 2017: Shepherd (Fernsehfilm)
- 2021: Angles (Kurzfilm)